# Cosmos: Un viaje personal

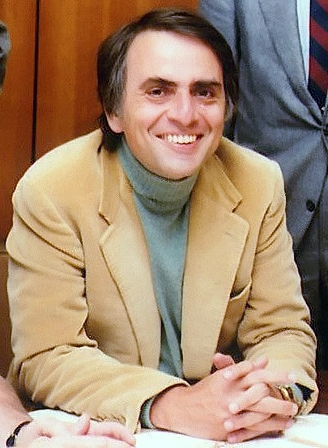
Carl Sagan, astrofísico y divulgador de la ciencia.

Cosmos: un viaje personal (en inglés, Cosmos: A Personal Voyage) es una serie documental de divulgación científica escrita por Carl Sagan, Ann Druyan y Steven Soter (con Sagan como guionista principal y presentador), cuyos objetivos fundamentales fueron:
- Difundir la historia de la astronomía y de la ciencia, así como sobre el origen de la vida.
- Hacer conciencia sobre el lugar que ocupa nuestra especie y nuestro planeta en el universo, y presentar las modernas visiones de la cosmología y las últimas noticias de la exploración espacial, y en particular, las misiones Voyager.

El programa de televisión estuvo listo en 1980 y constaba de trece episodios, cada uno de aproximadamente una hora de duración. La música utilizada fue mayormente obra de Vangelis y otros, como Jean-Michel Jarre, Isao Tomita, etc. Ganó un Premio Emmy y un Peabody. La serie se ha emitido en 60 países y ha sido vista por más de 400 millones de personas. Tras el rodaje de la serie, Sagan escribió el libro homónimo Cosmos, complementario al documental.

El Cosmos es todo lo que es o lo que fue o lo que será alguna vez.
Carl Sagan, capítulo 1, Cosmos: un viaje personal

## Antecedentes
En 1976 Carl Sagan formaba parte del equipo de imagen en vuelo del vehículo de aterrizaje Viking que la NASA llevó al planeta Marte. La escasa atención periodística que recibió la misión preocupó al científico y divulgador. Compartió su inquietud con Gentry Lee, el director de análisis de datos y planificación de la misión Viking. Lee propuso formar una compañía productora dedicada a la difusión de la ciencia de un modo atractivo y accesible. Recibieron varios proyectos, y el que más les interesó fue el de KCET, la rama del Servicio Público de Radiodifusión en Los Ángeles. "Aceptamos finalmente producir de modo conjunto una serie de televisión en trece episodios orientada hacia la astronomía pero con una perspectiva humana muy amplia", reveló años después Carl Sagan en el libro Cosmos, que complementó la serie de televisión.

### General
Cosmos fue producida entre 1978 y 1980 por KCET (televisión pública de California) con un presupuesto de 6,3 millones de US$, sin contar los 2 millones de US$ adicionales para su propaganda y difusión[cita requerida]. El formato de la serie se inspira en documentales realizados previamente por la BBC como Civilisation (1969), de Kenneth Clark; The Ascent of Man (1973), de Jacob Bronowski, y Life on Earth (1979), de David Attenborough.[cita requerida]
La serie destacó por su uso innovador de los efectos especiales, que mostraban a Sagan caminando a través de ambientes que eran, en verdad, maquetas, en lugar de los tradicionales sets de filmación a tamaño real. La banda sonora contaba con piezas del compositor griego Vangelis, como Alpha, Pulstar o Heaven and Hell Parte 1 (esta última sirvió como tema de apertura, además de darle nombre al capítulo 4 de la serie), o Jean-Michel Jarre, como temas de los álbumes Équinoxe, el álbum Oxygene, etc., A lo largo de los trece capítulos que componen la serie, se usaron muchas pistas de audio de varios álbumes de los 70, como Albedo 0.39, Spiral, Ignacio, Beaubourg o China. El éxito mundial del documental también lanzó a la música de Vangelis a muchas casas y recibió la atención de la audiencia mundial.[cita requerida]
La descripción histórica que realizó Sagan de Hipatia de Alejandría y de la quema de la Biblioteca de Alejandría ha sido criticada por historiadores que interpretan las fuentes sobre la vida de Hipatia y la caída de la biblioteca de manera diferente.[cita requerida]
En esta primera versión, el doblaje para el público español de la voz de Sagan corrió a cargo de José María del Río; para Hispanoamérica, estuvo a cargo de Agustín López Zavala.[cita requerida]
La empresa Turner Home Entertainment compró Cosmos a sus productores de KCET en 1989, y llevó la serie a la televisión comercial. Los episodios de una hora de duración fueron editados cambiando su formato a uno de menor duración, y Sagan filmó nuevos epílogos para muchos episodios en los que daba cuenta de nuevos descubrimientos (y puntos de vista alternativos) que habían surgido desde la realización de la filmación original. Además se añadió un episodio 14 que consistía en una entrevista en CNN entre Sagan y Ted Turner durante el año 1989 o 1990. Esta primera versión actualizada de la serie fue comercializada como un “box set” de VHS.
Cosmos ha sido actualizado por segunda vez en el año 2000 en formato DVD, versión que incluye subtítulos en siete idiomas y sonido remasterizado 5.1. Añade también una introducción por Ann Druyan al comienzo de la serie, en el que se analizan algunos de los cambios producidos en los años posteriores a su emisión.
En 2005 The Science Channel (Discovery Science) retransmitió la serie conmemorando su 25 aniversario con efectos especiales y sonido digitalizados. En esta última versión el doblaje para España de Carl Sagan recayó en José Ángel Juanes.

## Capítulos
Los capítulos de la serie documental y su contenido principal.

### Capítulo 1. En la orilla del océano cósmico
- Años luz, galaxias, estrellas, planetas: números y distancias, donde nos encontramos (Grupo Local).
- La Biblioteca de Alejandría.
- Eratóstenes y su cálculo de la circunferencia de la Tierra.
- Calendario Cósmico: desde los comienzos del universo hasta el destino de la humanidad.

### Capítulo 2. Una voz en la fuga cósmica
- La historia de los Heike y la selección evolutiva artificial de los  cangrejos Heikegani que parecen caras de samuráis.
- La evolución biológica a través de la selección natural, de las bacterias al hombre.
- Especulación sobre la existencia de vida en las nubes jovianas.
- Creación de las "moléculas de la vida" en el laboratorio.
- El desarrollo de la vida y su ubicación en el Calendario Cósmico y la explosión cámbrica.

### Capítulo 3. La armonía de los mundos
- Astronomía contra astrología
- Ptolomeo y el modelo geocéntrico
- Johannes Kepler y Tycho Brahe
- Las leyes de Kepler

### Capítulo 4. Cielo e infierno
- El evento de Tunguska, la composición y el origen de los cometas.
- Asteroides y cráteres de impacto.
- El planeta Venus en la ficción y en la realidad.
- Venus como ejemplo de efecto invernadero.

### Capítulo 5. Blues para un planeta rojo / Nostalgia por un planeta rojo
- H. G. Wells y La guerra de los mundos
- La visión errónea de Percival Lowell sobre los canales de Marte
- Robert Goddard y los primeros cohetes
- El Programa Viking y la búsqueda de vida en Marte

### Capítulo 6. Relatos de viajeros
- Los Países Bajos en el siglo XVII.
- La vida y obra de Christian Huygens y sus contemporáneos.
- Las Voyager (primeras imágenes detalladas de Júpiter y sus lunas).

### Capítulo 7. El espinazo de la noche
- La comprensión humana de que las estrellas son soles lejanos.
- La Vía Láctea y su historia en la mitología.
- Los filósofos jónicos: Anaximandro, Demócrito, Anaxágoras, Aristarco de Samos, Empédocles, Tales de Mileto.
- La curiosidad de los niños por los misterios del Cosmos
- Dioses y Naturaleza

### Capítulo 8. Viajes a través del espacio y el tiempo
- Las constelaciones y cómo cambian a lo largo del tiempo.
- La velocidad de la luz y la Teoría de la Relatividad de Albert Einstein.
- Dilatación temporal, corrimiento al rojo, corrimiento al azul.
- Los diseños de Leonardo da Vinci y los diseños de naves espaciales que viajarán a velocidades cercanas a la de la luz.
- Viajes en el tiempo y sus hipotéticos efectos en la historia de la humanidad.
- Los orígenes del Sistema Solar y otros mundos; la historia de la vida.

### Capítulo 9. La vida de las estrellas
- Potencias de diez, el gúgol y el gúgolplex, infinito.
- Átomos (electrones, protones, neutrones)
  - La tabla periódica de los elementos.
- La creación de diferentes núcleos atómicos en las estrellas.
- El ciclo de las estrellas; enanas blancas, estrellas de neutrones, agujeros negros.
- La muerte del Sol y de la Tierra, supernovas, gigantes rojas, púlsars.
- Radiactividad y rayos cósmicos.
- La gravedad y sus efectos; la gravedad como curvatura del espacio-tiempo, la hipótesis de los agujeros de gusano.
- Agujeros Negros

### Capítulo 10. El filo de la eternidad
- Los orígenes del universo, la teoría del Big Bang.
- Tipos de galaxias, colisiones galácticas y quasars.
- Efecto Doppler, vida y obra de Milton Humason.
- El universo cuatridimensional.
- Dios contra un universo infinito; mitos de la creación, cosmología hindú.
- Contracción y reexpansión contra expansión eterna.
- El Very Large Array de Nuevo México, materia oscura, la hipótesis del multiverso.

### Capítulo 11. La persistencia de la memoria
- Bits, las unidades básicas de la información.
- La diversidad de la vida en los océanos.
- Las ballenas y sus cantos
  - Las interferencias en las comunicaciones cetáceas por los humanos.
  - La caza de las ballenas.
- El ADN y el cerebro como bibliotecas.
- Las estructuras del cerebro humano: tronco cerebral, modelo de Paul MacLean: el cerebro reptil, sistema límbico y corteza cerebral.
- Los lóbulos frontales como sistema crítico en la planificación a largo plazo.
- Las neuronas y las conexiones entre ellas, los dos hemisferios cerebrales, y el cuerpo calloso.
- La evolución de las ciudades y la historia de las bibliotecas, libros y escritura.
- El desarrollo de los ordenadores y los satélites, potencial para la inteligencia global colectiva.
- La inteligencia en otros mundos y el disco de oro de las Voyager.

### Capítulo 12. Enciclopedia galáctica
- La supuesta abducción alienígena de Betty y Barney Hill y los ovnis.
- La traducción de los jeroglíficos egipcios por parte de Jean François Champollion.
- Posibilidad matemática de existencia de más civilizaciones en nuestra galaxia.
- Nuestro camino en la comunicación con extraterrestres (SETI).
- Ecuación de Drake, autodestrucción de civilizaciones avanzadas
- Reflexión acerca de una hipotética enciclopedia escrita por muchos mundos.

### Capítulo 13. ¿Quién habla en nombre de la Tierra?
- Los Tlingit y el viaje de descubrimiento de La Pérouse.
- La destrucción llevada a cabo por los conquistadores españoles. (Esta parte fue censurada y retocada en el doblaje original en España).
- Una visión de Sagan (descrita como un sueño) en la cual el mundo es destruido en una guerra nuclear.
- El "equilibrio de terror" de la Tierra hoy día.
- La destrucción de la Biblioteca de Alejandría y la muerte de Hipatia.
- El inicio del universo y los logros de nuestra civilización.
- Razonamiento de Sagan, en el que nos invita a amar y a proteger la vida, y de esta forma, continuar con nuestro viaje a través del Cosmos.

## Secuela
Cosmos: A Spacetime Odyssey es una serie documental en trece episodios emitida en 2014, continuación de Cosmos: un viaje personal. El presentador de esta secuela es el astrofísico Neil deGrasse Tyson. Algunos de sus productores ejecutivos son Seth MacFarlane y Ann Druyan, viuda de Carl Sagan y cocreadora del programa original.

## Doblaje
| Presentador | Actor de doblaje     | Actor de doblaje   | Actor de doblaje | Actor de doblaje |
| ----------- | -------------------- | ------------------ | ---------------- | ---------------- |
| Carl Sagan  | Agustín López Zavala | José María del Río | Freddy Hube      | Miguel Dedovich  |

- Estudio de doblaje en México: Sonomex, Ciudad de México
- Director de doblaje en México: Julio Macías y Víctor Mares
- Traductor y adaptador en México: Rubén Arvizu
- Estudio de doblaje en Argentina: Videorecord S.A., Buenos Aires